# Festuca bartherei
Festuca bartherei är en gräsart som beskrevs av Timb.-lagr. Festuca bartherei ingår i släktet svinglar, och familjen gräs. Inga underarter finns listade i Catalogue of Life.